# La petita ballarina de catorze anys
La petita ballarina de catorze anys (en francès:La petite danseuse de quatorze ans), circa 1881, és una escultura d'Edgar Degas que representa una jove estudiant de dansa anomenada Marie van Goethem. L'escultura fou feta originalment en cera abans que es copiés el 1922 en bronze policromat. Degas va escollir per a la realització de La petita ballarina de catorze anys, la cera, un material poc comú per a l'època, a més a més l'escultura la va vestir amb una faldilla de cotó (tutú) amb una cinta al cabell. Està col·locada sobre una base de fusta.
La relació entre Marie van Goethem i Edgar Degas és desconeguda. El 1880 era habitual per a les Petits Rats de l'Òpera de París buscar protectors d'entre els rics visitants de les bambolines.

## L'escultura
L'interès constant que tenia Degas per aconseguir el domini plàstic a les seves obres, el va conduir a l'escultura. Els seus primers assaigs estan datats entre els anys 1866 i 1868, encara que va ser des del 1880 quan es va dedicar amb més intensitat a aquesta disciplina, realitzant petits esbossos sobre cavalls de cursa i dones, especialment sobre ballarines. Sempre va ser considerat per Degas com un instrument per a la perfecció de les seves obres pictòriques, el volum dels esbossos li permetia de reproduir més fidelment als dibuixos i pintures les diferents posicions de la perspectiva.
Per fer aquesta escultura, Degas va realitzar sis dibuixos previs i una petita maqueta en cera. Va fer servir un soport intern d'esquelet fet de brotxes. Al final, per als últims detalls va fer servir una perruca de cabells reals per posar al model axí com un cosset. Llavors va cobrir el conjunt amb cera. L'única part de l'escultura original no coberta amb cera era una cinta que li va donar la model, Marie van Goethem, i un tutú real. Cada museu que mostra aquesta figura la vesteix amb un tutú diferent.

## Exposició a París
A la VI Exposició Impressionista de 1881 a París, La petita ballarina de catorze anys va ser la primera i única escultura que Degas va mostrar en una exposició, va sorprendre a tots els que la van veure i va rebre opinions oposades. La majoria de crítics estaven impressionats per la peça; pensaven que la peça era lletja, que s'assemblava a un espècimen mèdic, en part perquè Desgas l'havia exhibida dins d'una vitrina. Alguns consideraven grotesc i primitiu el cap i la cara de la noia representada.

## L'escultura als segles XX i XXI

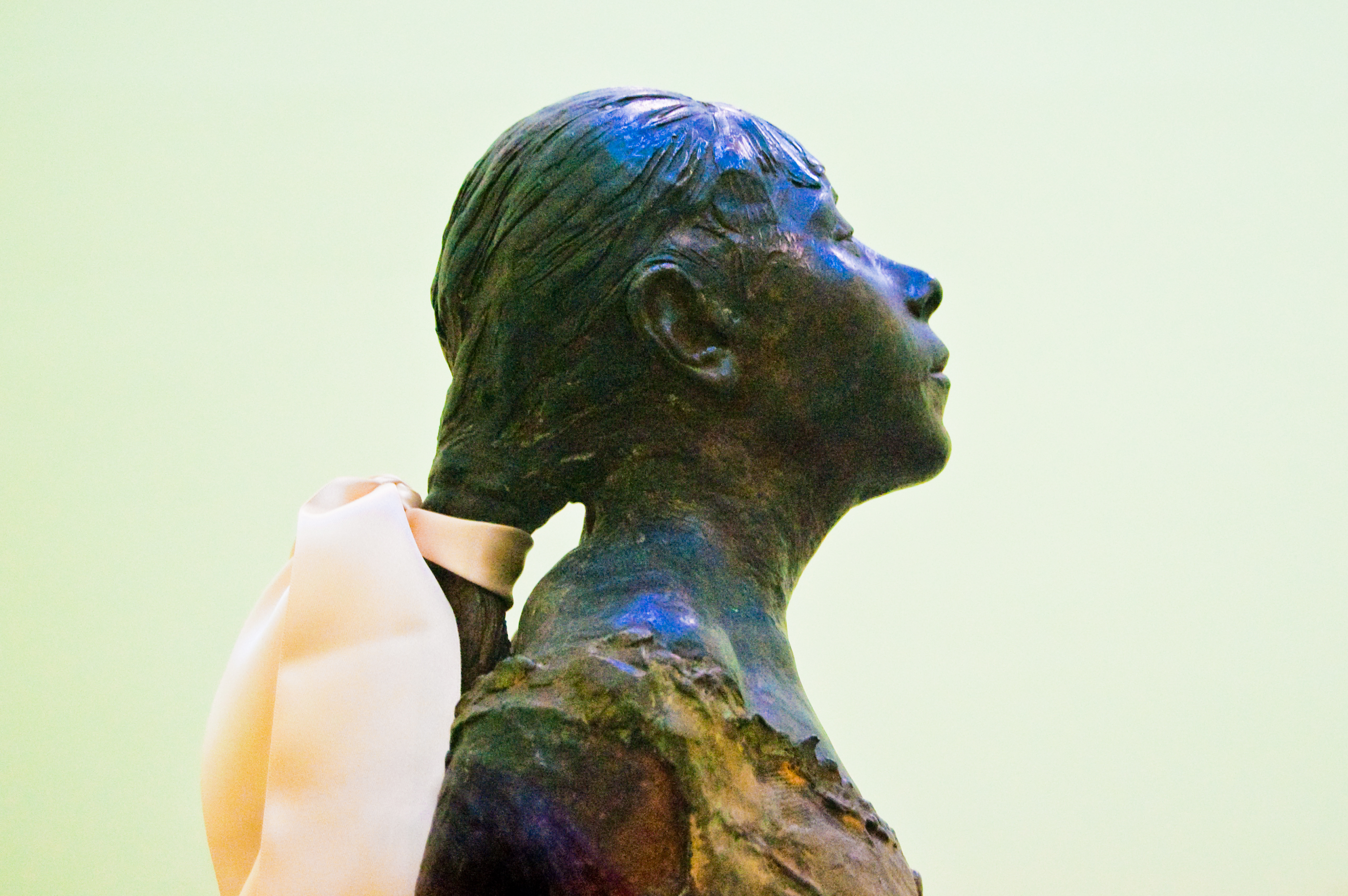
Detall de la cara de La petita ballarina de catorze anys

Després de la mort de l'artista, els seus hereus (muller i filla) varen prendre la decisió de fer 27 còpies en bronze. El buidatge es va realitzar a la foneria Hébrard a París des del 1920 fins a mitjan segle xx, produint així els bronzes pòstums de Degas que es poden copsar en diversos museus.
Seixanta-nou escultures originals en cera i d'altres materials van sobreviure al procés de buidatge. Aquestes escultures en bronze mesuren 99 cm d'alt i pesen prop de 31 kg.
El model original de cera va ser adquirit per Paul Mellon en 1956. Des de 1985 el senyor i la senyora Mellon van donar a la National Gallery of Art dels Estats Units un grup de quaranta-nou escultures de Degas en cera, deu bronzes i dos més en guix; el grup més gran d'escultures de Degas, entre les quals es troba aquesta obra.
Una còpia de La petite ballarina de catorze anys de la que era propietari John Madejski i que la tenia prestada per a la seva exhibició des del 2004 a la Royal Academy of Arts de Londres, es va subhastar a la Sala Sotheby's al febrer de 2009, batent el rècord d'aquest autor, en vendre's per 14,7 milions d'euros).